# Mechanicsville (Iowa)
Mechanicsville es una ciudad situada en el condado de Cedar, Iowa, Estados Unidos. Tiene una población estimada, a mediados de 2023, de 992 habitantes.

## Geografía
La localidad está ubicada en las coordenadas 41°54′20″N 91°15′12″O / 41.90556, -91.25333. Según la Oficina del Censo, tiene una superficie total de 2.15 km², de los cuales 2.14 km² corresponden a tierra firme y 0.01 km² están cubiertos de agua.

## Demografía
Según el censo de 2020, en ese momento había 1020 personas residiendo en la localidad. La densidad de población era de 476.64 hab./km². El 94.41% de los habitantes eran blancos, el 0.78% eran afroamericanos, el 0.49% eran amerindios, el 0.39% eran asiáticos, el 0.69% eran de otras razas y el 3.24% eran de una mezcla de razas. Del total de la población, el 3.04% eran hispanos o latinos de cualquier raza.